# Nathan Moszkowicz
Nathan Moszkowicz (Amsterdam, 6 maart 1993) is een Nederlandse ondernemer in de entertainmentsector. Hij is de oprichter van het Nederlandse artiestenmanagementbureau NAMAM ('Nathan Moszkowicz Artist Management'), het distributieplatform OWNIT en het influencer marketingbureau Makers Avenue. Hij is de zoon van jurist en voormalig strafadvocaat Bram Moszkowicz.

## Jeugd en opleiding
Moszkowicz volgde in Amsterdam het basis- en voortgezet onderwijs, waar hij in 2011 op gymnasiumniveau slaagde. Daarna studeerde hij een jaar bedrijfskunde aan de Vrije Universiteit Amsterdam.

## Ondernemer
NAMAM werd opgericht in 2013 en begon met de vertegenwoordiging van acteur en DJ Géza Weisz. Kort daarna breidde het klantenbestand zich uit met acteur Manuel Broekman, rapper Lil' Kleine  en actrice Sigrid ten Napel. In september 2022 zijn onder andere acteur en zanger Bilal Wahib, DJ-act Kriss Kross Amsterdam, producer en DJ Yung Felix en televisiepersoonlijkheid Gaby Blaaser aangesloten bij het bureau.
Tijdens de coronapandemie breidde Moszkowicz zijn portfolio uit met twee dochterondernemingen: OWNIT en Makers Avenue. OWNIT helpt muzikaal talent om onafhankelijk van platenmaatschappijen hun muziek uit te brengen en zo hun carrière in eigen beheer te houden. Makers Avenue is een managementbureau voor digitale contentmakers en social media influencers, dat hen ondersteunt bij de ontwikkeling van hun carrière.

## Privé
Nathan is de vader van een dochter.